# Honky Tonk (album)
Pour les articles homonymes, voir Honky tonk (homonymie).
Albums de Sanseverino
Les Faux Talbins
(2009) Le Petit Bal perdu
(2014)
Honky Tonk est le cinquième album studio de Sanseverino. Sorti en 2013, cet opus prend des accents de country, de bluegrass, renforcé par la présence plus appuyée du banjo notamment, et propose des textes à l'humour décalé sur des musiques entrainantes.
Sanseverino à la guitare s'est entouré cette fois de Jean-Marc Delon au banjo, Christian Séguret à la mandoline, Christophe Cravero au violon et Jidé Jouannic à la contrebasse.
Le titre Carte postale à ma cousine qui habite au bord de la Méditerranée est une reprise de la chanson du chanteur "Boule" tirée de son album Petit-fils de Fantômas paru en 2011, produit et arrangé par l'artiste Romain Dudek.

## Liste des titres
| No  | Titre                                                            | Durée |
| --- | ---------------------------------------------------------------- | ----- |
| 1.  | On ze route                                                      | 3:13  |
| 2.  | J'vous raconte ma vie                                            | 2:57  |
| 3.  | Swing 2012                                                       | 2:39  |
| 4.  | L'Avion                                                          | 3:12  |
| 5.  | Plus jamais                                                      | 3:16  |
| 6.  | Les Marrons                                                      | 2:42  |
| 7.  | Le Honky Tonk du tank                                            | 3:40  |
| 8.  | Carte postale à ma cousine qui habite au bord de la Méditerranée | 4:50  |
| 9.  | Le Vieux (en duo avec Jeanne Cherhal)                            | 3:18  |
| 10. | Russian Lullaby                                                  | 1:23  |
| 11. | Nathalie                                                         | 4:02  |
| 12. | Tout est dans mon sac                                            | 3:33  |
| 13. | Freddy                                                           | 2:31  |
| 14. | Lonesome Moonlight Waltz                                         | 1:02  |
| 15. | La Valse chinoise                                                | 0:38  |
| 16. | Les rockers d'aujourd'hui aiment la java                         | 4:45  |
| 17. | Salt Creek                                                       | 2:49  |

## Classements
| Classement                   | Meilleure position |
| ---------------------------- | ------------------ |
| Belgique (Wallonie Ultratop) | 105                |
| France (SNEP)                | 22                 |